# Volkswagen Typ 18 A

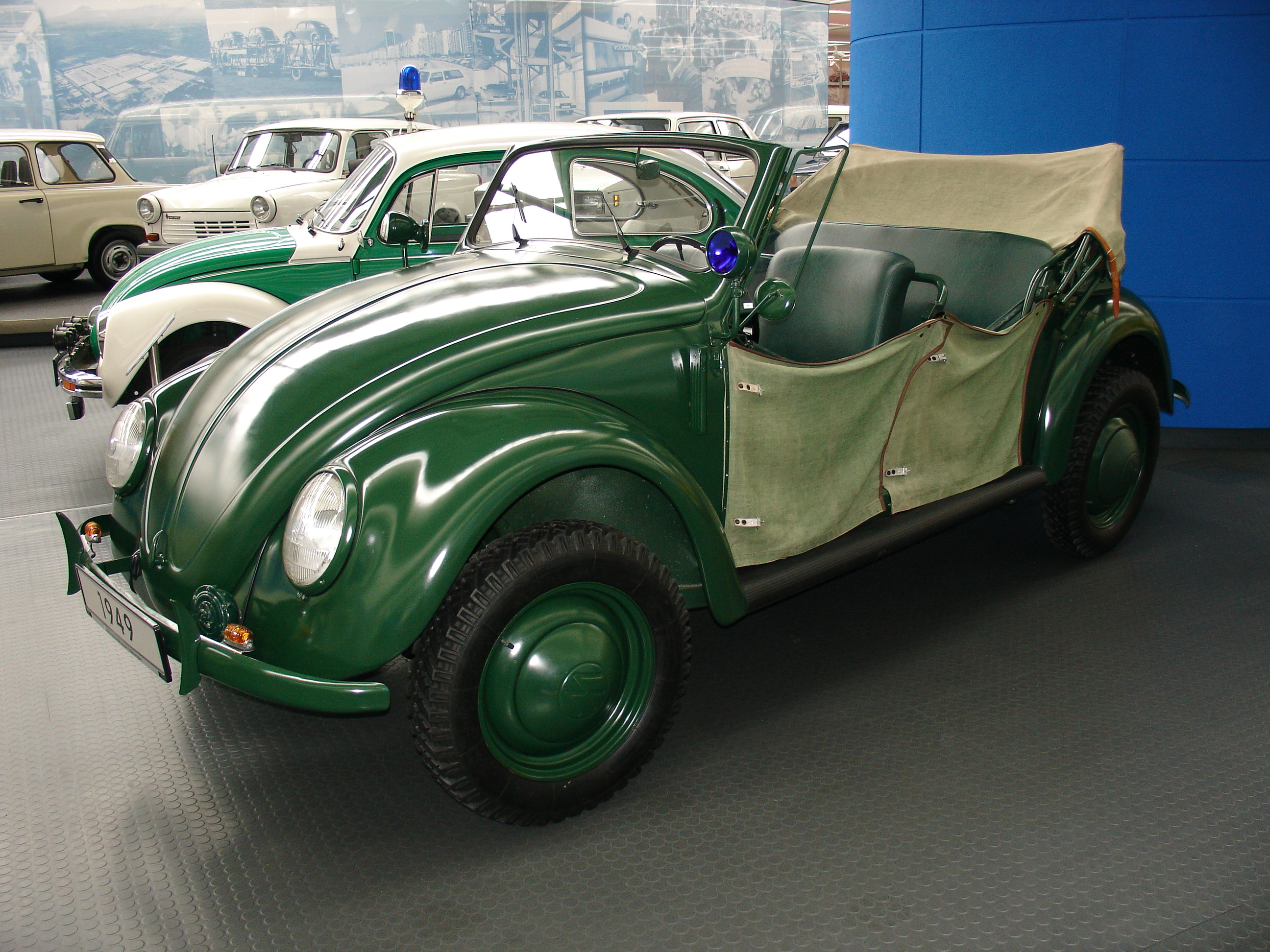
Volkswagen Typ 18 A
Tillverkare, "Karosseri Hebmüller"

Volkswagen Typ 18 A, en specialmodell av Volkswagen som tillverkades till den tyska polisen från året 1949. Det tyska namnet var "Polizei Cabriolet", totalt tillverkades det 482 exemplar.
Fördelen med biltypen var att det var lätt att komma i och ur bilen. På vintern var bilen opraktisk. Bilen hade en förstärkt bottenplatta.
Motorn var en vanlig 25-hk-motor hämtad från huvudmodellen, toppfarten var 100 km/h. Typ 18 A tillverkades av Hebmüller, tillverkningen hos denna firma upphörde i april 1950, och produktionen flyttades till Karmann. Senare kom det en annan modell (15A M 47) med dörrar.
Under slutet av 40-talet och en bit in på 50-talet tillverkades 4 olika "Polizei Cabriolets", de var av fabrikaten Karmann, Hebmüller, Papler (alla tyska) samt Austro-Tatra från Österrike. 